# Diòcesi d'Illici
La diòcesi d'Ilici (en llatí: Dioecesis Illicitana) és una seu suprimida i actualment seu titular de l'Església catòlica.

## Història
Illici, corresponent a l'actual ciutat valenciana d'Elx, fou seu d'una antiga diòcesi del Regne de Toledo, sufragània del bisbat de Toledo. Durant part dels segles vi i vii, Elx estigué sota dominació romana d'Orient i una part amb seu a Elo (Elda, o potser Hellín) se separà de la diòcesi. Un cop reunificat el territori, els bisbes s'anomenaren d'Elx i Eio o Elo. Se n'han testimoniat bisbes fins al segle ix.
Actualment Illici sobreviu com a seu bisbal titular; l'actual arquebisbe titular, a títol personal, és Luis Mariano Montemayor, nunci apostòlic a la República Democràtica del Congo.

## Cronologia de bisbes
- Joan † (esmenat circa 514/517)
- Serpentí † (vers 633 - 638)
- Ubinibal † (vers 646 - 656)
- Leandre † (vers 675 - 684)
- Emmila † (esmenat el 688)
- Oppa † (esmenat el 693)
- Teudogut † (esmenat el 862)

## Cronologia de bisbes titulars
- José Souto Vizoso † (31 de març de 1970 - 11 de desembre de 1970, dimití)
- José Freire de Oliveira Neto † (3 de novembre de 1973 - 21 de maig 1979 nomenat bisbe coadiutor de Mossoró)
- Romeu Brigenti † (2 d'agost de 1979 - 10 març de 2008)
- Luis Mariano Montemayor, des del 19 d juny de 2008